# Cô Tô, An Giang
Cô Tô là một thị trấn thuộc huyện Tri Tôn, tỉnh An Giang, Việt Nam.

## Địa lý
Thị trấn Cô Tô nằm ở phía đông nam huyện Tri Tôn, có vị trí địa lý:
- Phía đông giáp xã Tân Tuyến
- Phía tây giáp xã Ô Lâm
- Phía nam giáp tỉnh Kiên Giang
- Phía bắc giáp xã Núi Tô và xã Tà Đảnh.

Thị trấn có diện tích 42,45 km², dân số năm 2019 là 9.567 người, mật độ dân số đạt 225 người/km².

## Lịch sử
Trước đây, Cô Tô là một xã của huyện Tri Tôn.
Ngày 25 tháng 4 năm 1979, Hội đồng Chính phủ ban hành Quyết định 181-CP. Theo đó, điều chỉnh địa giới hành chính ấp Huệ Đức của xã Cô Tô để thành lập xã Tân Tuyến.
Ngày 9 tháng 12 năm 2020, Ủy ban Thường vụ Quốc hội ban hành Nghị quyết 1107/NQ-UBTVQH14 (nghị quyết có hiệu lực từ ngày 1 tháng 2 năm 2021). Theo đó, thành lập thị trấn Cô Tô trên cơ sở toàn bộ 42,45 km² diện tích tự nhiên và 9.567 người của xã Cô Tô.

## Hành chính
Thị trấn Cô Tô được chia thành 6 khóm: Huệ Đức, Sóc Triết, Tô An, Tô Bình, Tô Lợi, Tô Phước.

## Thư viện ảnh

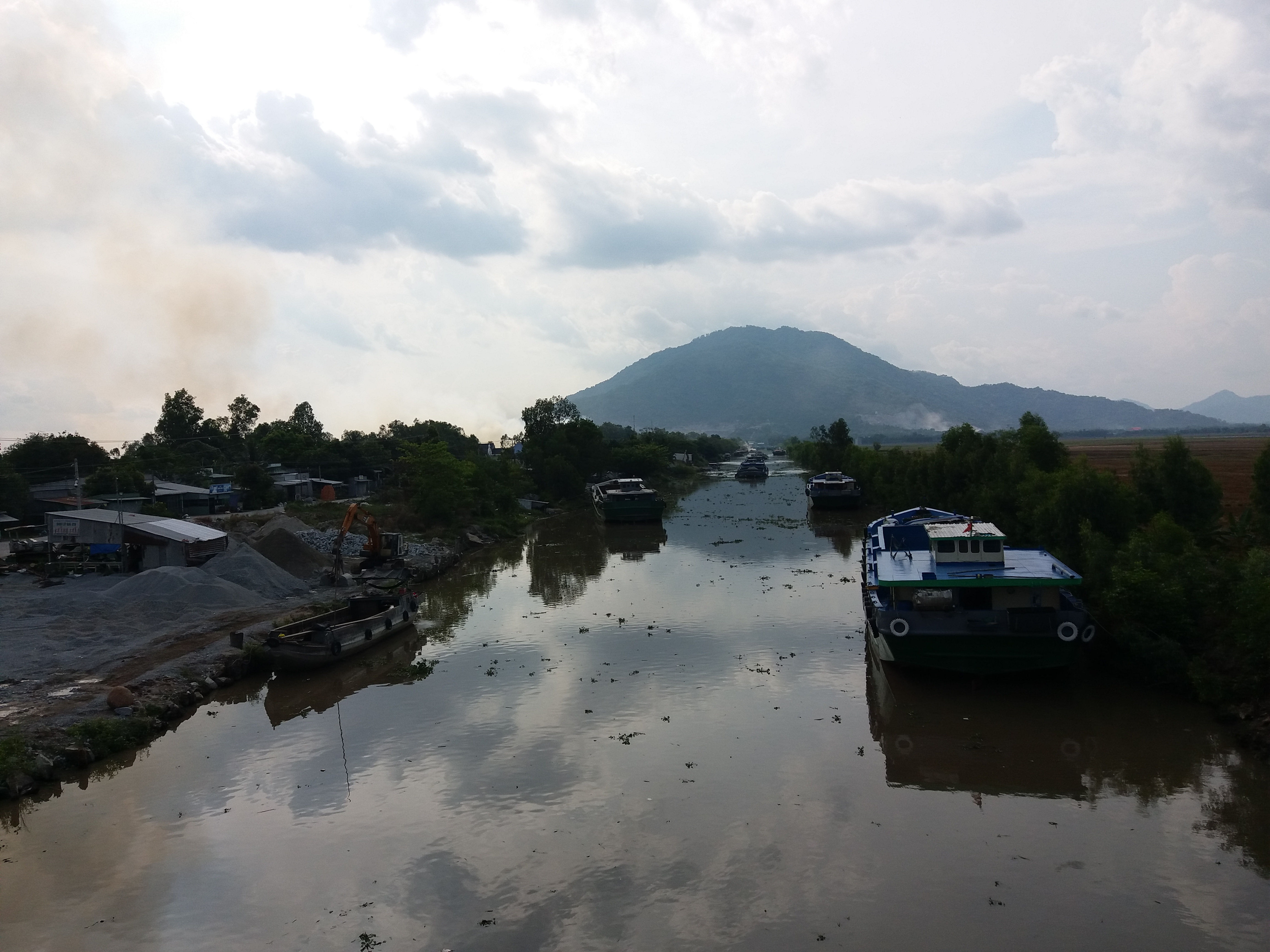
Kênh Ba Thê Mới.
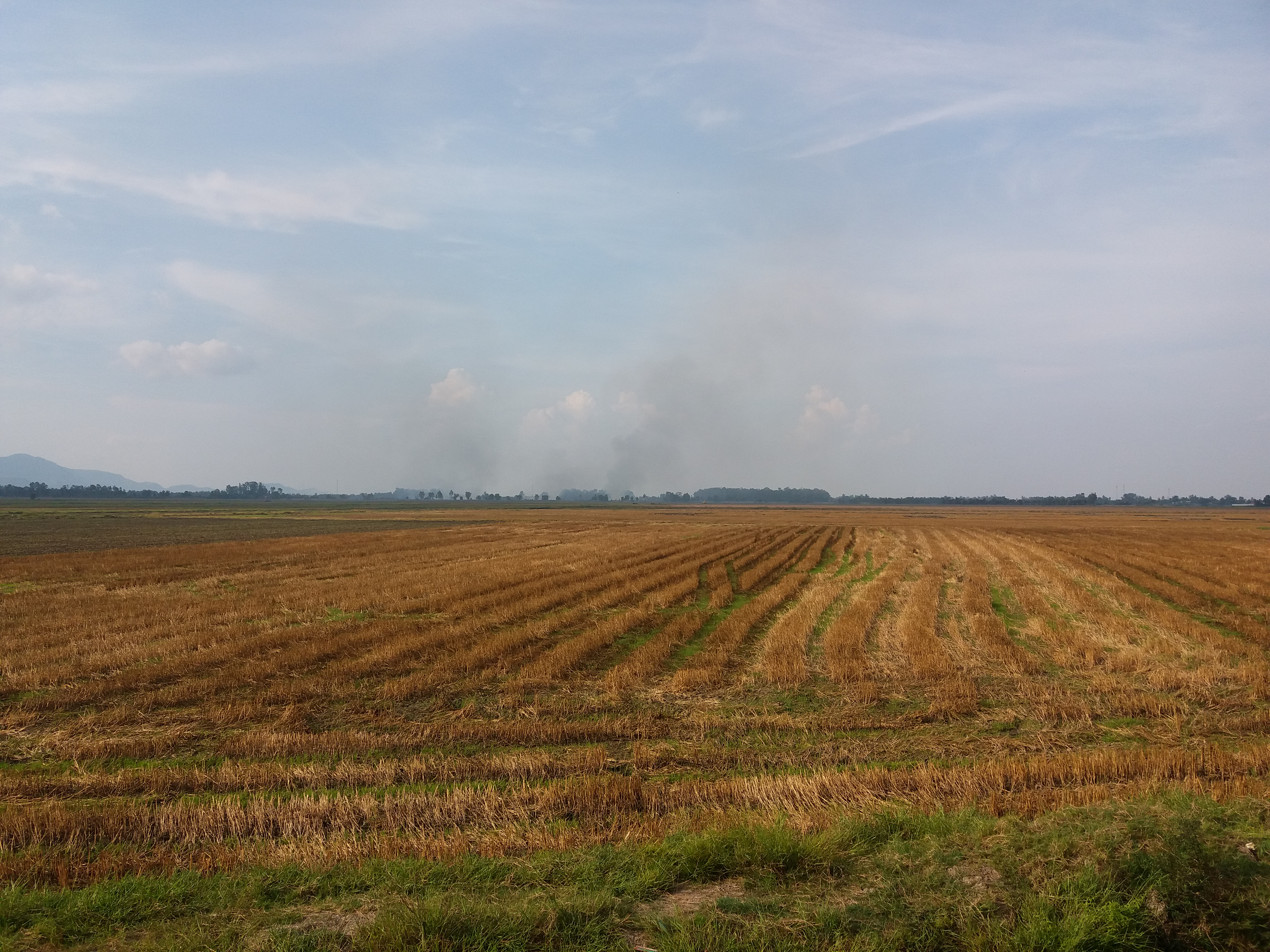
Cánh đồng lúa.
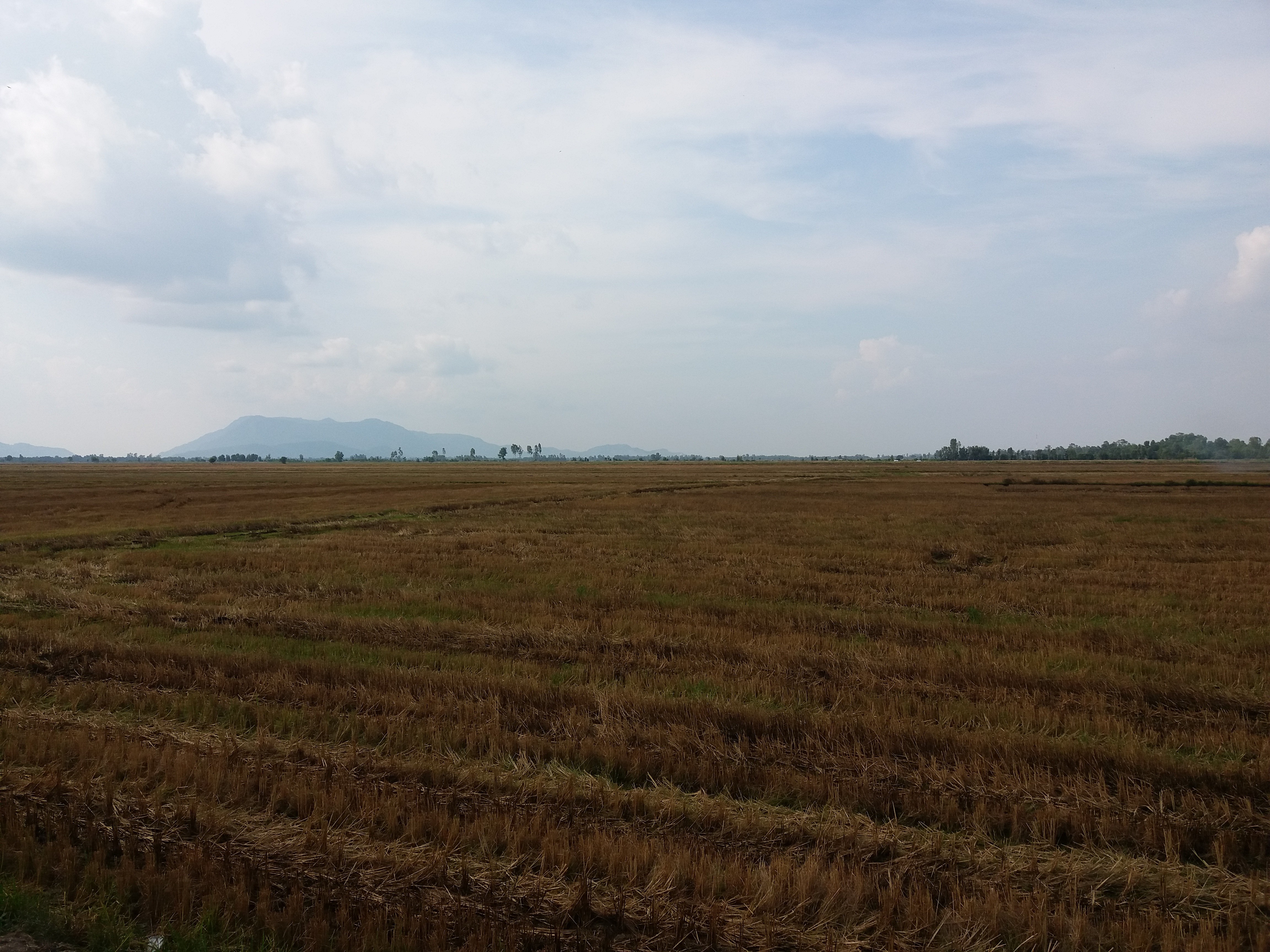
Cánh đồng lúa (2).
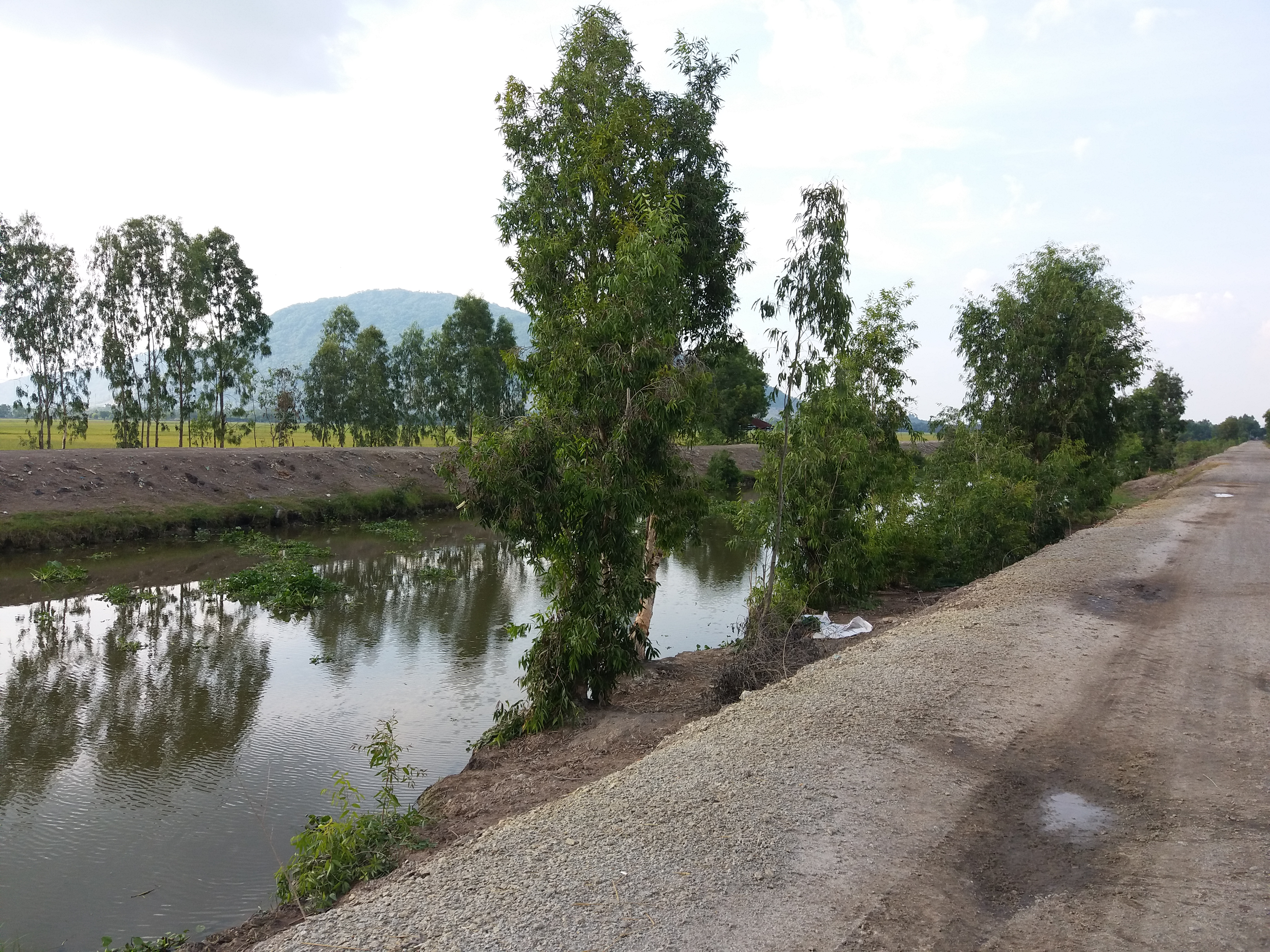
Một con kênh.
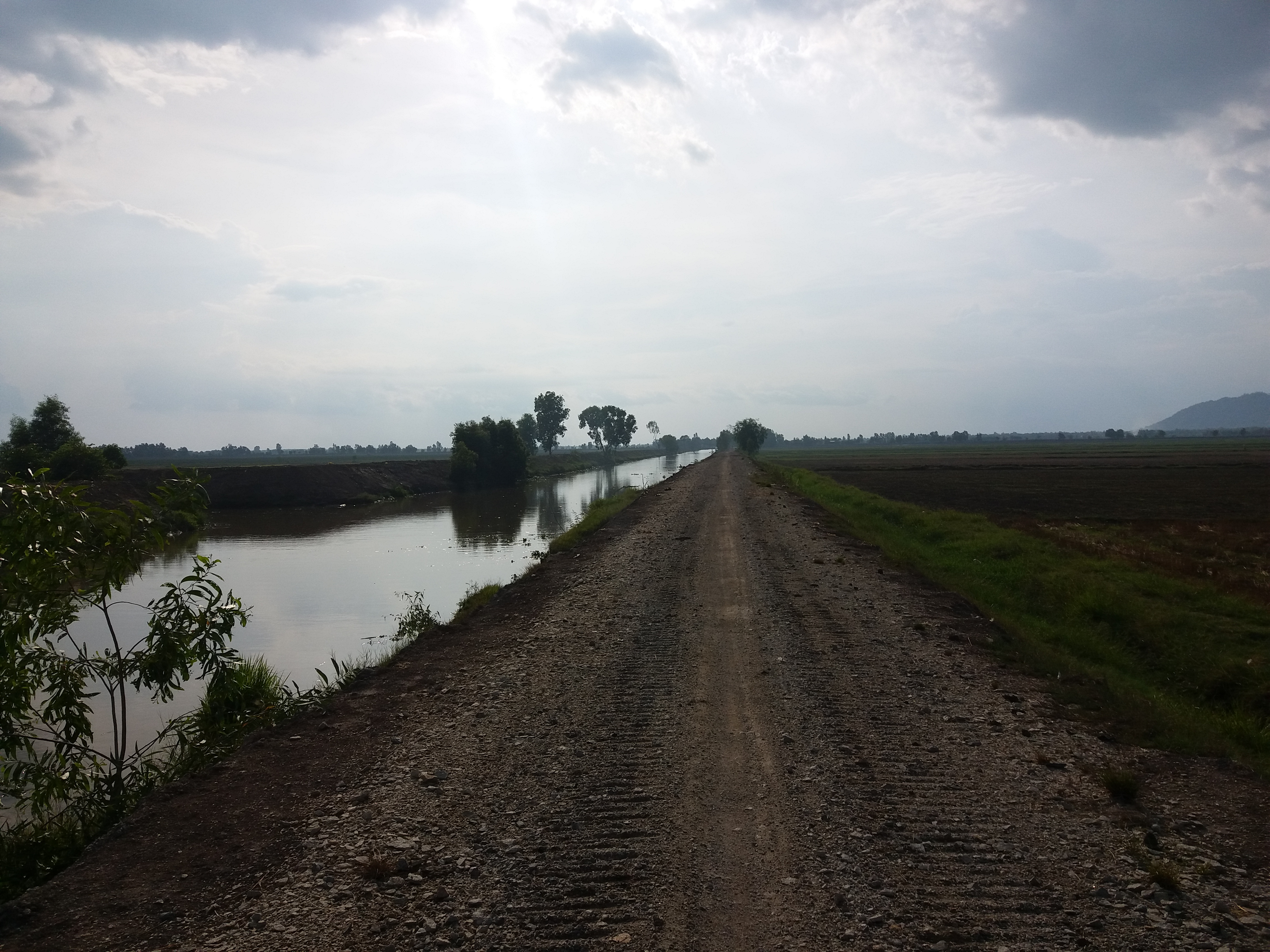
Một con kênh (2).
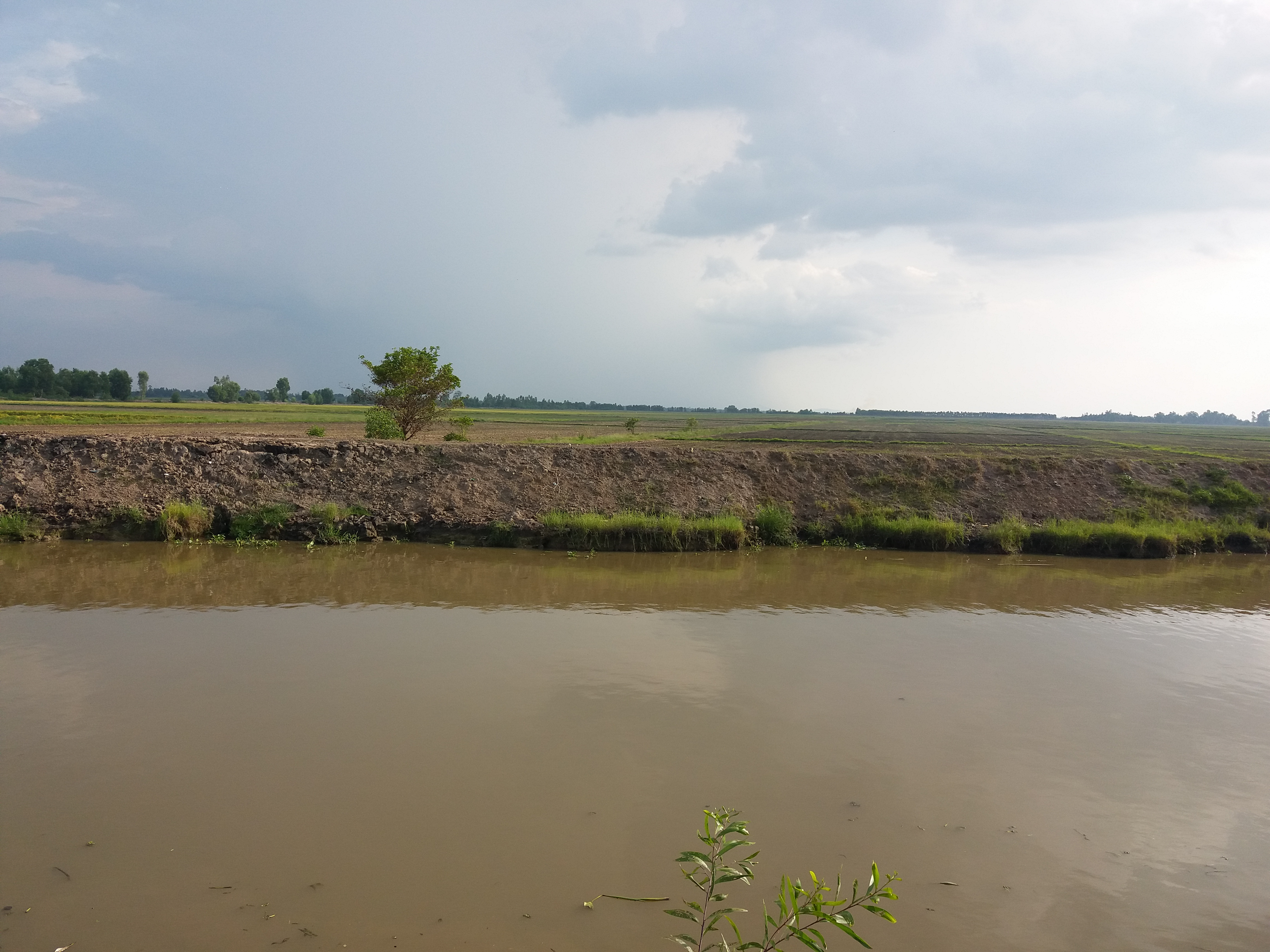
Một con kênh (3).
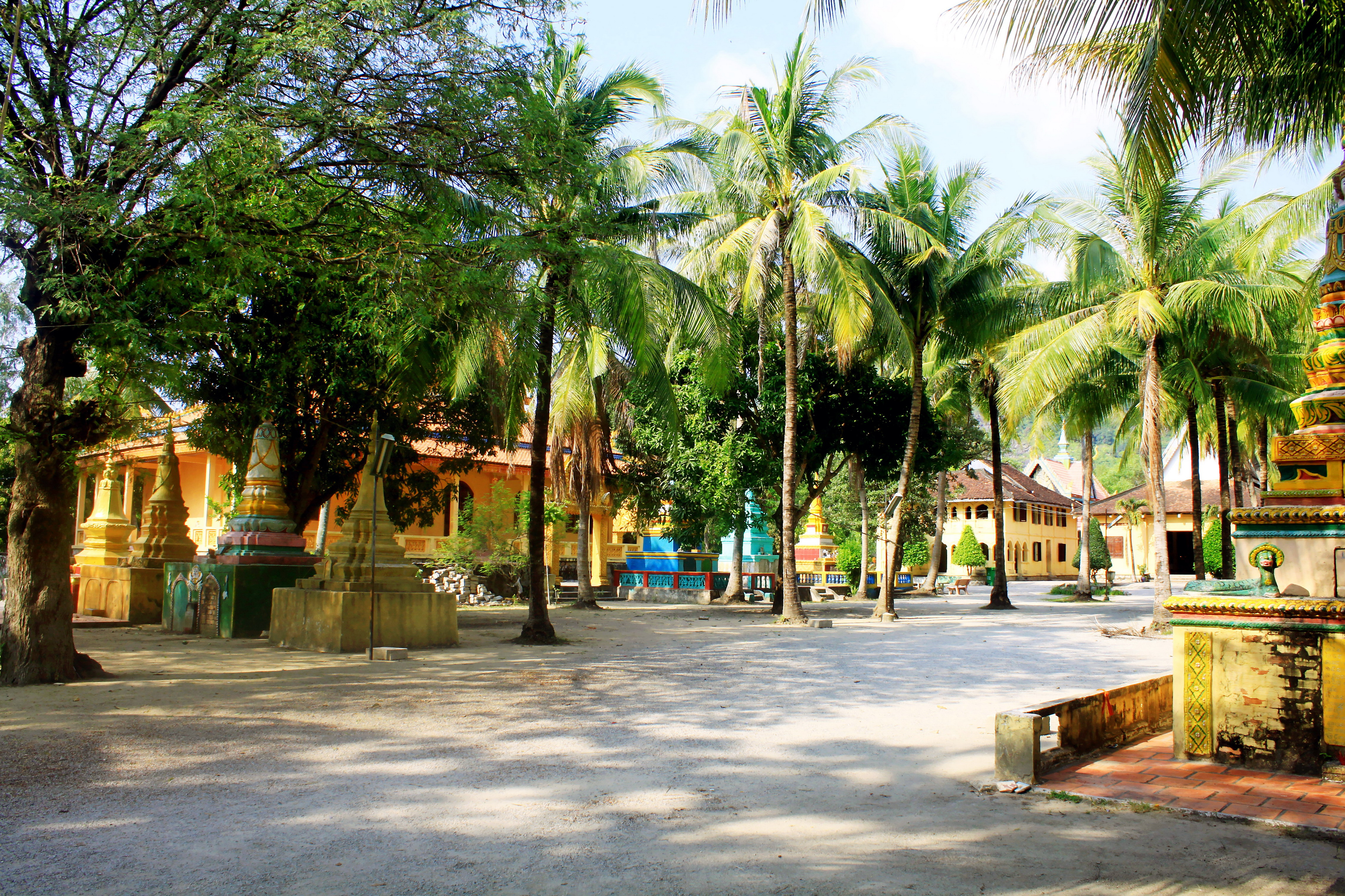
Trong khuôn viên chùa Poles của tộc người Khmer ở thị trấn Cô Tô